# 謝潑德聚居地 (紐約州)
謝潑德聚居地（英語：Shepard Settlement）是位於美國紐約州奧農達加縣的非建制地區。

## 地理
謝潑德聚居地所處的海拔為高於海平面283米（即929英呎），而該地所採用的時區為UTC-5，即北美东部时区（EST）。同時該地設有夏令時間，為UTC-5調快一小時，即UTC-4（EDT）。